# Chelaseius vicinus
Chelaseius vicinus är en spindeldjursart som först beskrevs av Muma 1965.  Chelaseius vicinus ingår i släktet Chelaseius och familjen Phytoseiidae. Inga underarter finns listade i Catalogue of Life.